# Thalwil
Thalwil (auf der zweiten Silbe betont: [taːlˈwiːl]) ist eine politische Gemeinde im Schweizer Kanton Zürich. Die Seegemeinde liegt auf mehreren Stufen an den Hängen des Zimmerbergs am westlichen Ufer des Zürichsees («Pfnüselküste») und gehört zum Bezirk Horgen.

## Geographie
Thalwil liegt am nördlichen Hang des Zimmerbergs. Im Wald in Richtung des im Mittelalter als «Urwald» angesehenen Sihlwalds liegen zwei künstliche Weiher, der Waldweiher und der Gattikerweiher. Beide dienten als Stauseen für den Betrieb der Industrien in Gattikon. Heute werden die beiden Weiher als Naherholungsgebiet sehr geschätzt. Baden ist nur im Gattikerweiher erlaubt.

## Geschichte

### Vom Mittelalter bis heute
Das ehemalige Bauerndorf Thalwil umfasste einst die vier Wachten Ober- und Unterdorf, Ludretikon und die heute eigenständige Gemeinde Langnau. Der Hof selbst war im Besitz der Grafen von Habsburg, die ihn den Freiherren von Eschenbach zu Lehen gaben. Haupterwerbszweige der Bevölkerung bildeten die Landwirtschaft, der Rebbau sowie vereinzelt die Fischerei und die Schifffahrt. Grössere Grundstücke besass das Kloster Muri mit seinem Amtshaus am See und den Lehenhöfen; ferner das Kloster Wettingen, ebenfalls mit Lehenhäusern und seinem Kollaturrecht über die Kirche. Thalwil hat die älteste Holzkorporation des Kantons Zürich, die Bannegg-Waldung, welche vor 550 Jahren dem Kloster Muri gehörte und 1483 in einer Urkunde an die zwölf Nutzniesser der Hofstätten des Klosters überging. Heute ist diese Holzkorporation im Besitze von 16 Bannegg-Genossen sowie der Gemeinde. Daneben liegen auf Gemeindegebiet auch der Landforst (früher Fraumünsterforstamt) sowie die Gemeindewaldungen. 1713 erfolgte die Abtrennung der Wacht Langnau. Dieser Dorfteil bildet seither eine eigene politische Gemeinde mit Kirche. Im Laufe des 19. und 20. Jahrhunderts wuchs die Bevölkerung aufgrund der Nähe zu Zürich stark an. Heute ist Thalwil mit seinen Nachbargemeinden Rüschlikon, Oberrieden und Langnau praktisch zusammengewachsen. Nach dem Ersten Weltkrieg wurden unter der Leitung von Jakob Bosshard von Thalwil «Hungerzüge» von Thalwil aus organisiert, welche unter Armeebewachung gesammelte Nahrungsmittel usw. in die hungernden Gebiete in Osteuropa transportierten.

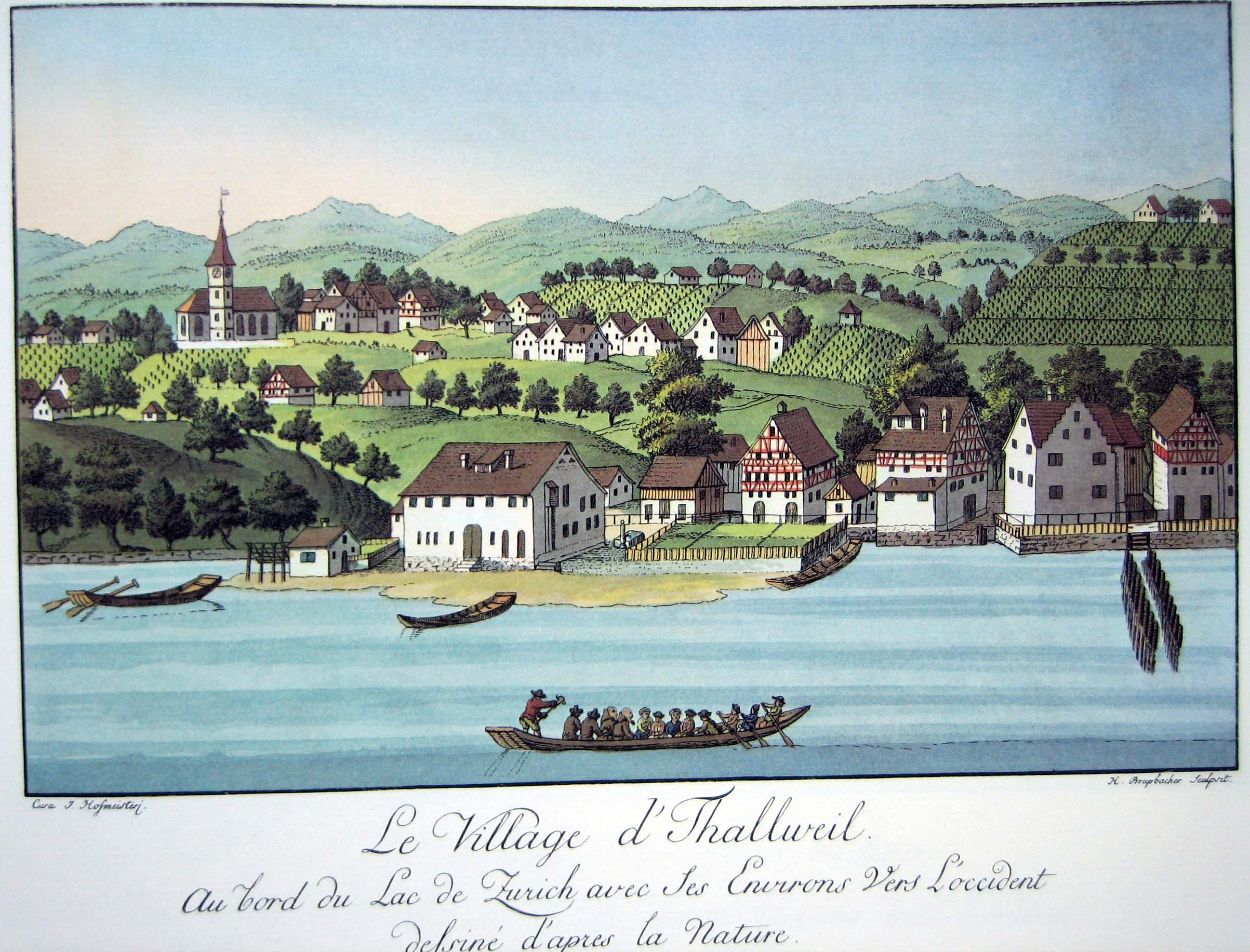
Thalwil 1794, auf einem Stich von Heinrich Brupbacher
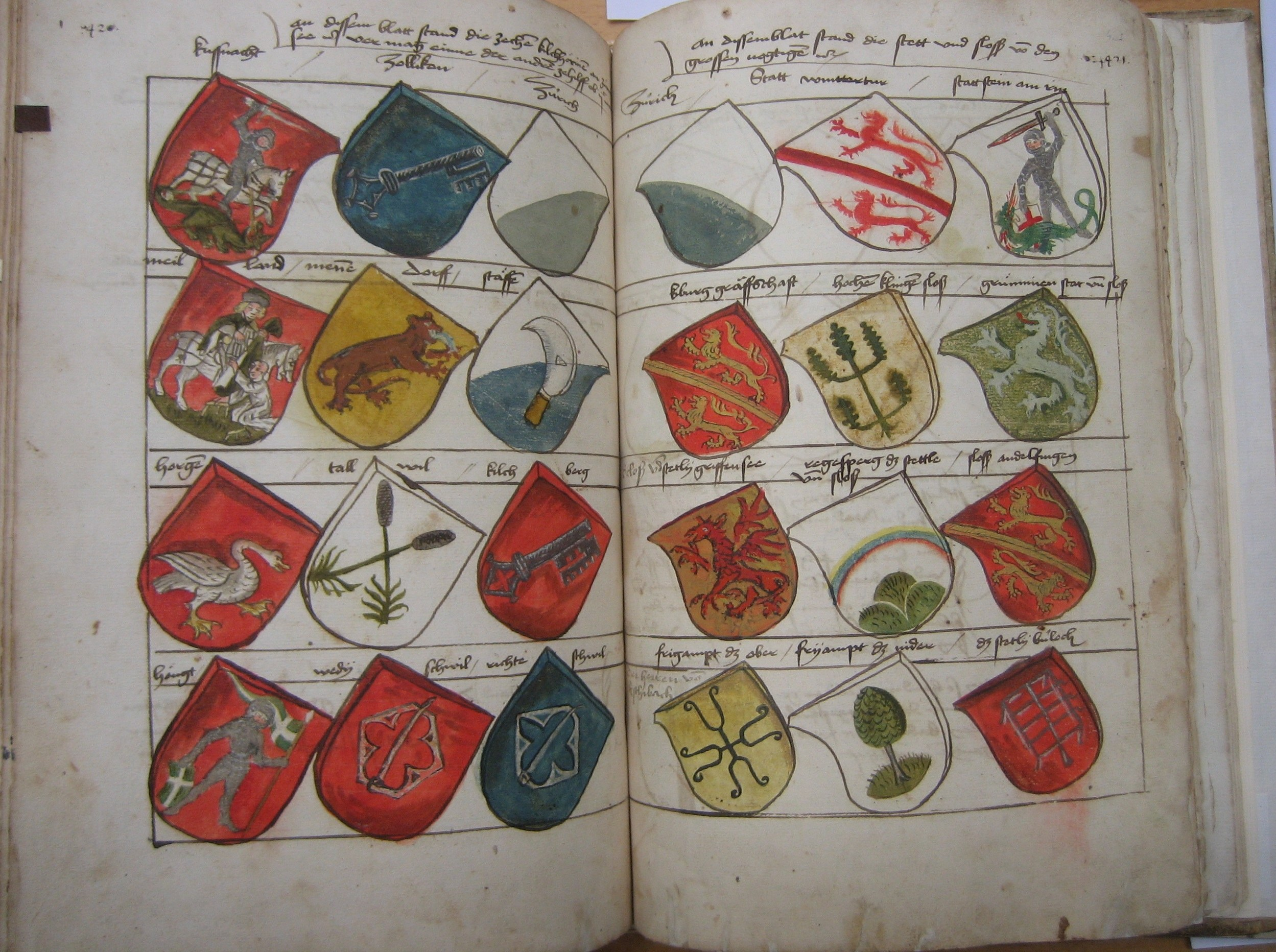
Thalwiler Wappen (Zürcher Chronik 1485–1486) von Gerold Edlibach
Historisches Luftbild von Werner Friedli (1963)

### Ortsname
Früheste Belege des Ortsnamens sind (ad) Talwile (1064 und 1150) sowie de Tellewilare (1159). Zwischen 1159 und 1328 ist das Vorderglied des Namens ausschliesslich mit einem inlautenden e (vereinzelt in der Variante ä) und zumeist zweisilbig bezeugt, beispielsweise Tellewila (1179), Tellenwilare (1189), Telliwilar (1231), Tellewile (1244), Tällewiler (1275), Tellewil (1328). Ab 1331 kommen hingegen nur noch Varianten mit a vor: Talwil (1331), Talwile (1358 und 1396), Tallwil (1413). Im 18. und 19. Jahrhundert wurde der Name verhochdeutscht Thalweil und ähnlich geschrieben, ehe man im ausgehenden 19. Jahrhundert wieder zur alemannische Lautung Thalwil zurückkehrte (so 1882 auf der Siegfriedkarte). Der Siedlungsname Thalwil bezeichnete ursprünglich ‹das Gehöft des Tello oder Tallo›. Beide Personennamen, Tallo und Tello, sind in frühmittelalterlichen Urkunden belegt, wobei der Übergang von Telle- zu Tal- im Spätmittelalter auf eine Uminterpretation des einstigen Personennamens nach dem Gattungswort «Tal» hindeutet. Das Grundwort des Ortsnamens geht auf althochdeutsch wīlāri, mittelhochdeutsch wîler ‹Weiler, Gehöft› zurück.

### Wappen
Blasonierung
In Silber zwei gekreuzte schwarze Rohrkolben mit grünen Stängeln und Blättern.

## Bevölkerung
Am 31. Dezember 2024 lebten 18’487 Menschen in Thalwil, bei einem Ausländer/-innen-Anteil von 31,5 Prozent.
| Bevölkerungsentwicklung | Bevölkerungsentwicklung |
| Jahr                    | Einwohner               |
| ----------------------- | ----------------------- |
| 1634                    | 601                     |
| 1762                    | 1'100                   |
| 1799                    | 1'149                   |
| 1833                    | 1'318                   |
| 1850                    | 1'889                   |
| 1860                    | 2'145                   |
| 1870                    | 2'537                   |
| 1880                    | 3'293                   |
| 1888                    | 4'011                   |
| 1900                    | 6'791                   |
| 1910                    | 7'746                   |
| 1920                    | 7'511                   |
| 1930                    | 7'943                   |
| 1941                    | 7'965                   |
| 1950                    | 8'787                   |
| 1960                    | 11'481                  |
| 1970                    | 13'591                  |
| 1980                    | 15'412                  |
| 1990                    | 15'647                  |
| 2000                    | 15'805                  |
| 2010                    | 17'291                  |
| 2020                    | 18'307                  |

## Politik

### Gemeinderat
Der Gemeinderat ist die Exekutive. Der Thalwiler Gemeinderat besteht einschliesslich des Präsidenten aus neun Mitgliedern. Der Gemeindeschreiber unterstützt und entlastet den Gemeinderat auf der strategischen Ebene. Er führt die Gemeinderatskanzlei. Der Gemeindepräsident Hansruedi Kölliker, Thomas Henauer (Finanzen), Thomas Hunziker (Schule) und Peter Klöti (Soziales) gehören der FDP an, Davide Loss (Gesellschaft und Sicherheit) der SP, Hanspeter Giger (Umwelt) der GLP, Adrian Schmidlin (Liegenschaften) der Mitte, David Brüllmann (Tiefbau) dem Dorfverein Gattikon (DVG). Franziska Zibell (Hochbau) ist parteilos.
Für die Legislatur 2022–2026 wurden die folgenden Gemeinderatsmitglieder gewählt:
| Kölliker Hansruedi | Gemeindepräsident  | Bereichsverantwortlicher Präsidiales                 |
| Loss Davide        | 1. Vizepräsident   | Bereichsverantwortlicher Gesellschaft und Sicherheit |
| Zibell Franziska   | 2. Vizepräsidentin | Bereichsverantwortliche Hochbau und Entwicklung      |
| Brüllmann David    | Gemeinderat        | Bereichsverantwortlicher Tiefbau und Infrastruktur   |
| Giger Hanspeter    | Gemeinderat        | Bereichsverantwortlicher Umwelt und Nachhaltigkeit   |
| Henauer Thomas     | Gemeinderat        | Bereichsverantwortlicher Finanzen                    |
| Hunziker Thomas    | Gemeinderat        | Schulpräsident                                       |
| Klöti Peter        | Gemeinderat        | Bereichsverantwortlicher Soziales                    |
| Schmidlin Adrian   | Gemeinderat        | Bereichsverantwortlicher Liegenschaften              |
| Kuster Pascal      | Gemeindeschreiber  |                                                      |

### Wahlergebnisse
Bei den Nationalratswahlen 2023 betrugen die Wähleranteile in Thalwil: SVP 23,72 % (+1,38), FDP 18,55 % (−1,77), SP 17,95 % (+2,77), glp 14,26 % (−2,59), Mitte 11,08 % (+3,23), Grüne 7,81 % (−3,43), EVP 2,60 % (−0,58), EDU 0,73 (−0,02).

### Städtepartnerschaft
Im Juni 2023 entschied sich die Gemeindeversammlung für die Patenschaft mit der Bündner Gemeinde Albula/Alvra, welche aus sieben Fraktionen besteht. Die Gemeinde Thalwil unterstützt Albula/Alvra mit einem jährlichen Unterstützungsbeitrag von bis zu 100'000 Franken. Bis 2023 war die Bündner Gemeinde Val Müstair Patengemeinde Thalwils.

## Sehenswürdigkeiten

### Kirchen
Am 31. Dezember 2011 gehörten 32,5 Prozent der Bevölkerung zur evangelisch-reformierten Kirche und 31 Prozent zur römisch-katholischen Kirche.
Thalwil ist eine der ältesten Pfarreien am Zürichsee. Die erste Kirche war ein dem heiligen Martin geweihtes Gotteshaus und wurde 1179 gestiftet und war die erste Kirche am linken Zürichseeufer. Sie bestand trotz Brandschatzung im alten Zürichkrieg und mehreren Blitzschlägen bis 1845 und diente nach der Reformation der evangelisch-reformierten Kirche als Gotteshaus. Wegen Platzmangel und Baufälligkeit sollte das alte Kirchlein abgebrochen werden. Kantonsrat Matthias Wieland und Zimmermeister H. U. Schmied entwarfen 1836 für die Gemeinde einen grösseren Neubau an gleicher Stelle. Der Bau verzögerte sich, und so bestellte die Gemeinde 1844 vor dem Abbruch der alten Kirche den Kirchenbauarchitekten Ferdinand Stadler für ein Gutachten. Dieser brachte einen Gegenentwurf ein, der abgelehnt wurde. Schliesslich wurde die heutige Reformierte Kirche Thalwil in der ursprünglich geplanten Version mit einigen Änderungen nach Stadler gebaut und am 24. Oktober 1847 geweiht.
1943 brannte die Kirche bei Reparaturarbeiten am Turm bis auf die Mauern nieder. Sie wurde wieder aufgebaut und mit einem zeitgenössisch aussehenden Turmhelm versehen. Die Kirche besitzt auch die letzte und einzige weitgehend erhaltene, 1864/1845 gebaute Orgel von Friedrich Haas
Von dieser Kirche im Ortsteil «Platte» geniesst man eine schöne Aussicht über den ganzen Zürichsee von Zürich bis Lachen.
Die römisch-katholische Kirche St. Felix und Regula wurde in den Jahren 1898 bis 1899 erbaut. Es handelt sich um die erste Kirche im Kanton Zürich, die den Zürcher Heiligen Felix und Regula geweiht wurde. Der im Jahr 1924 hinzugebaute Kirchturm von Anton Higi verstärkt durch seinen Zwiebelturm das neubarocke Erscheinungsbild der Kirche.
Neben den beiden Landeskirchen sind in Thalwil auch folgende freikirchliche Gemeinschaften vertreten: Seit 1864 steht in Thalwil ein Bethaus der Methodisten und seit 1924 das heutige Gebäude der evangelisch-methodistischen Kirche. Zudem gibt es ein Vereinshaus der Chrischona-Gemeinde und eine Kapelle der Baptisten-Gemeinde.

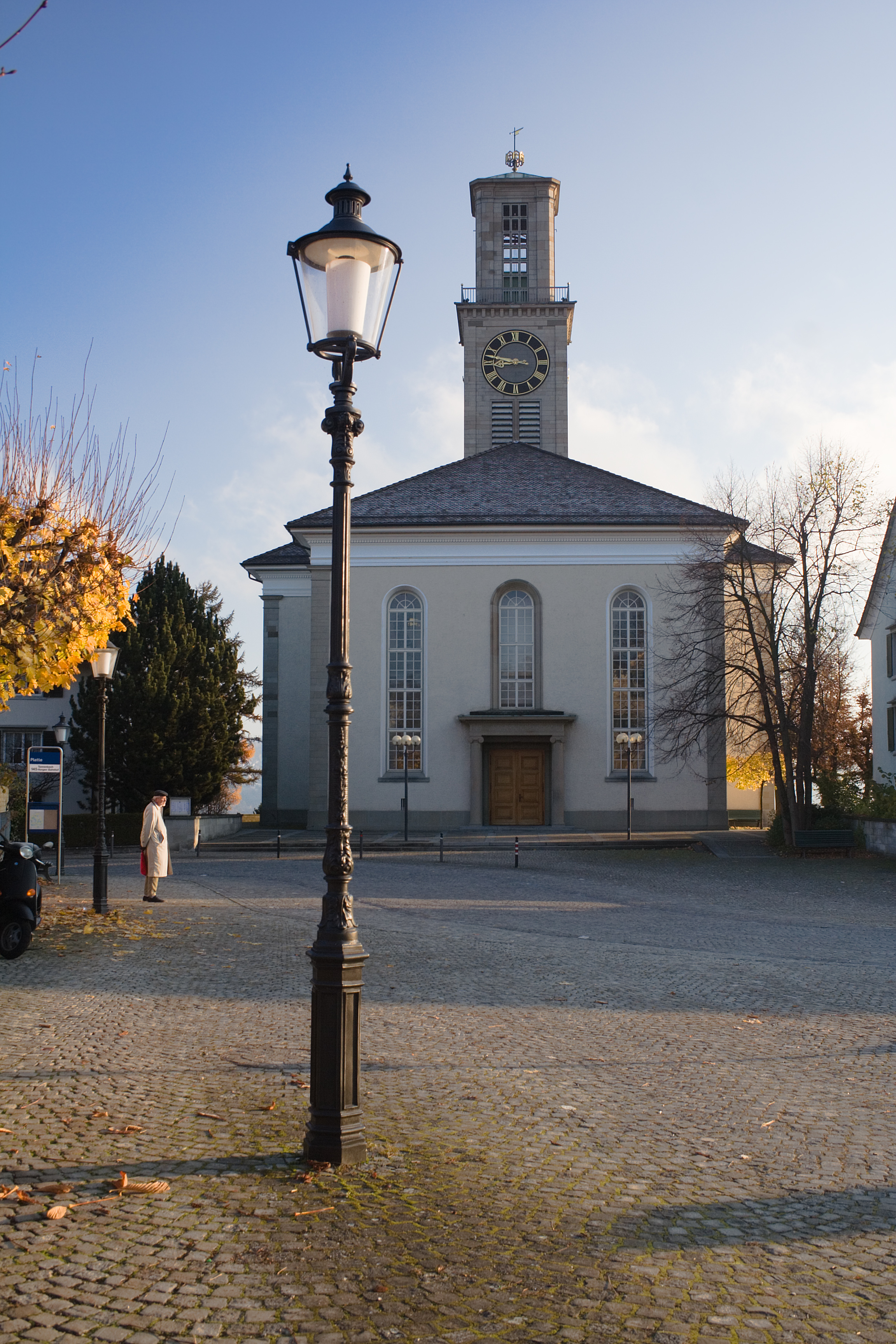
Reformierte Kirche Thalwil vom Dorfplatz gesehen
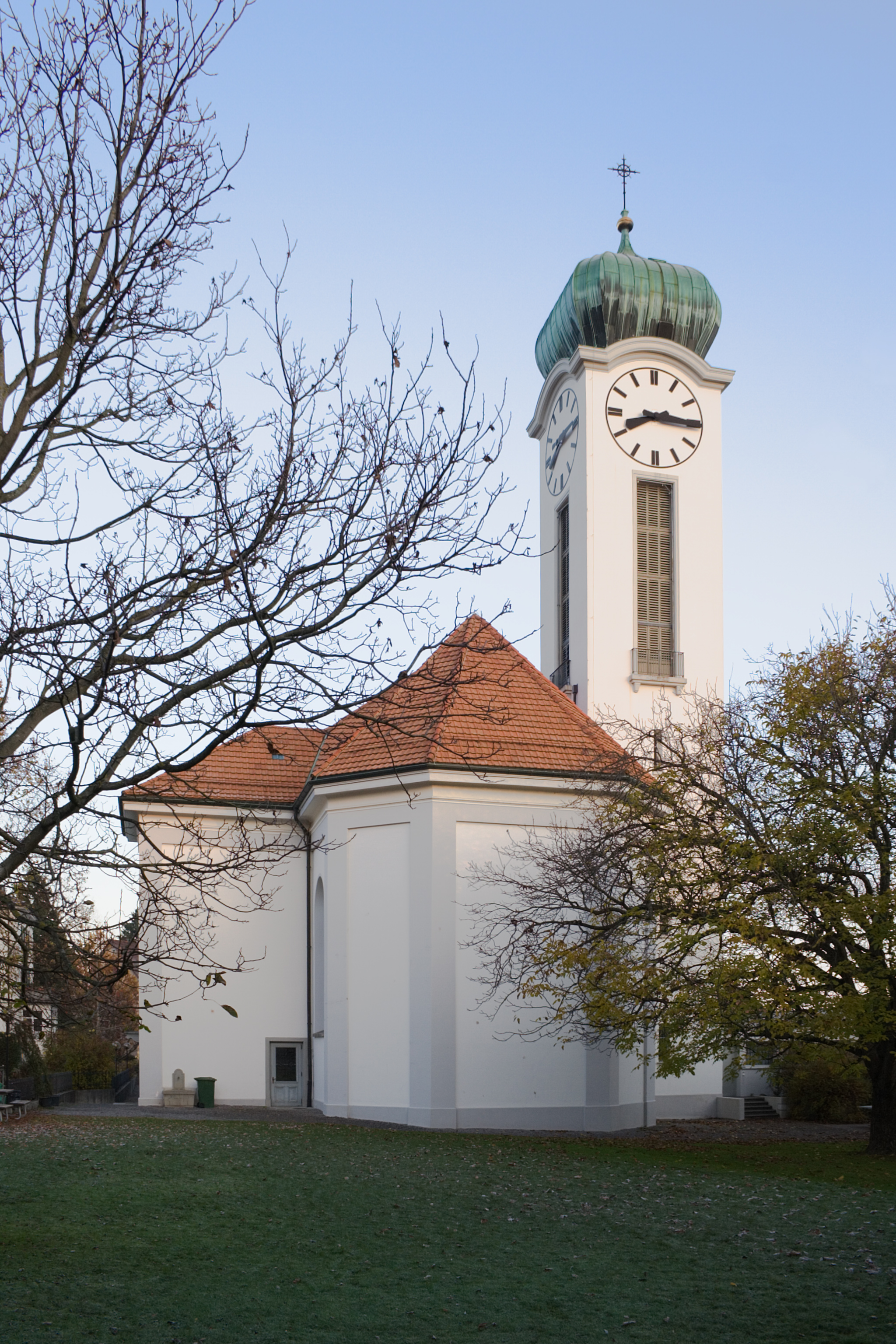
Katholische Kirche St. Felix und Regula

### Weitere historische Gebäude
- Pfistergut, heute Museum Thalwil, erbaut von Distriktrichter Hans Jakob Syfrig-Wunderli (1739–1799), ab 1835 geerbt an Heinrich Pfister-Syfrig und bis 1949 in dessen Familie und deshalb «Pfistergut» genannt. Grössere bauliche Veränderungen erfuhr das Gebäude Ende des 19. Jahrhunderts unter anderem mit neuem Eingangsvorbau im Schweizer Holzstil an der Südostfassade.
- Jenny-Schloss, ein spätklassizistischer Bau, erbaut vom Industriellen Fritz Schwarzenbach-Suter 1878, wurde es 1893 vom Kaufmann Conrad Jenny erworben und trägt seitdem den Namen Jenny-Schloss. 1957 erwarb die Gemeinde Thalwil das Gebäude.
- Villa «Diana» mit Orangerie, 1873–1875, eine im neubarocken Stil gehaltenen Villa, erbaut vom Seidenfärbereibesitzer und Gemeindepräsidenten Julius Schwarzenbach (1844–1908).[15]

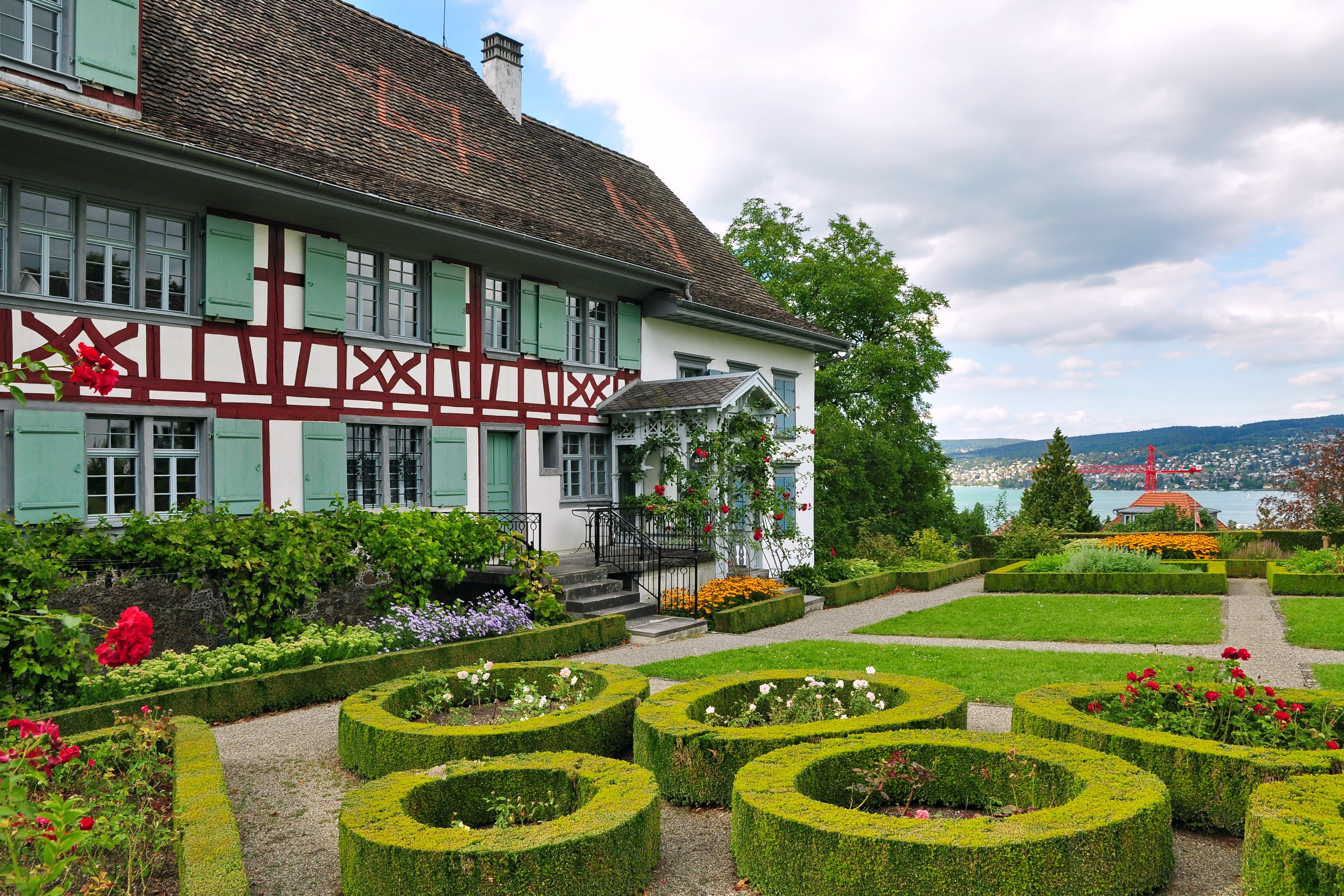
Museum Thalwil im Pfistergut
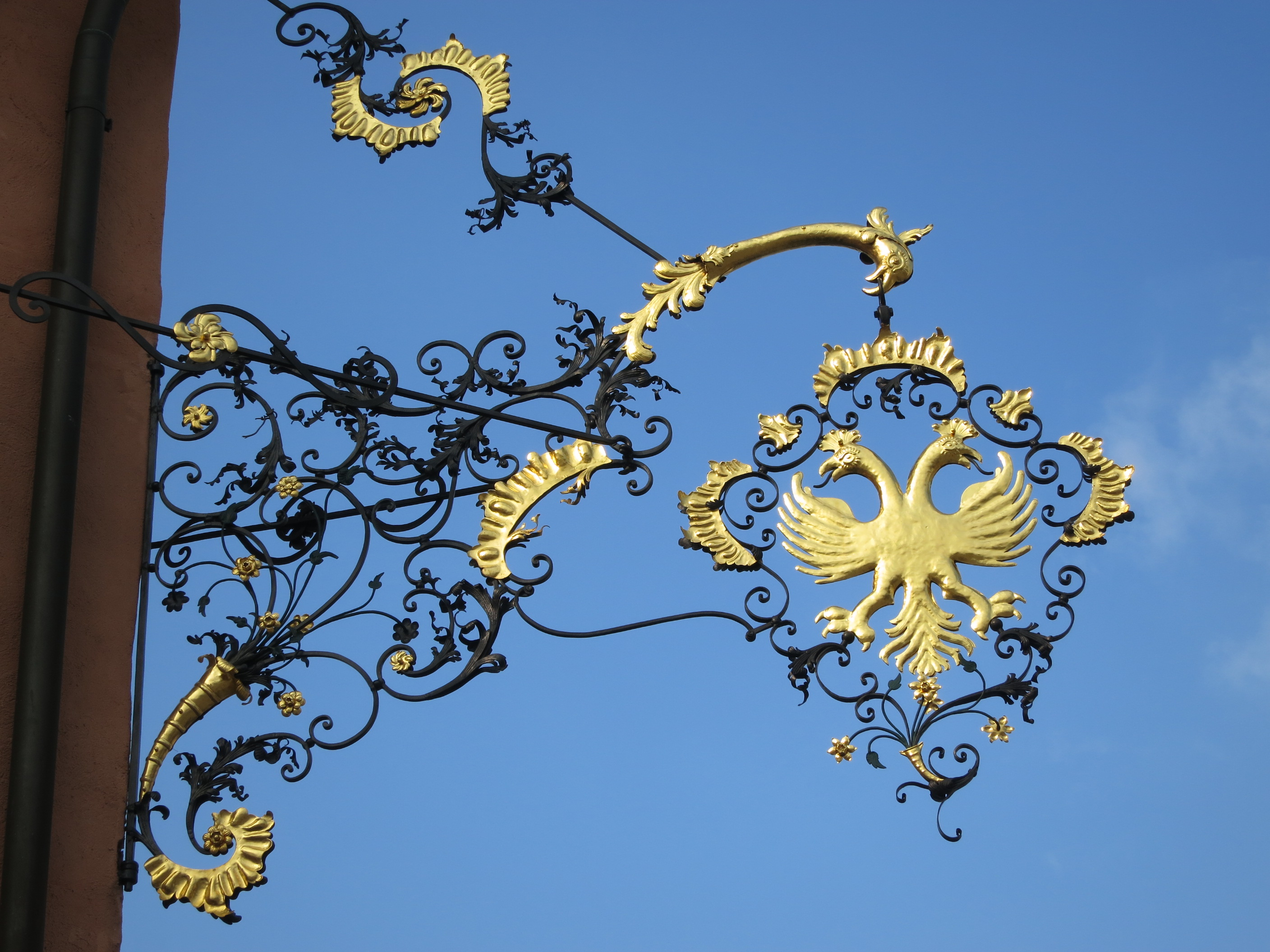
Schild des ehemaligen Gasthofs Adler
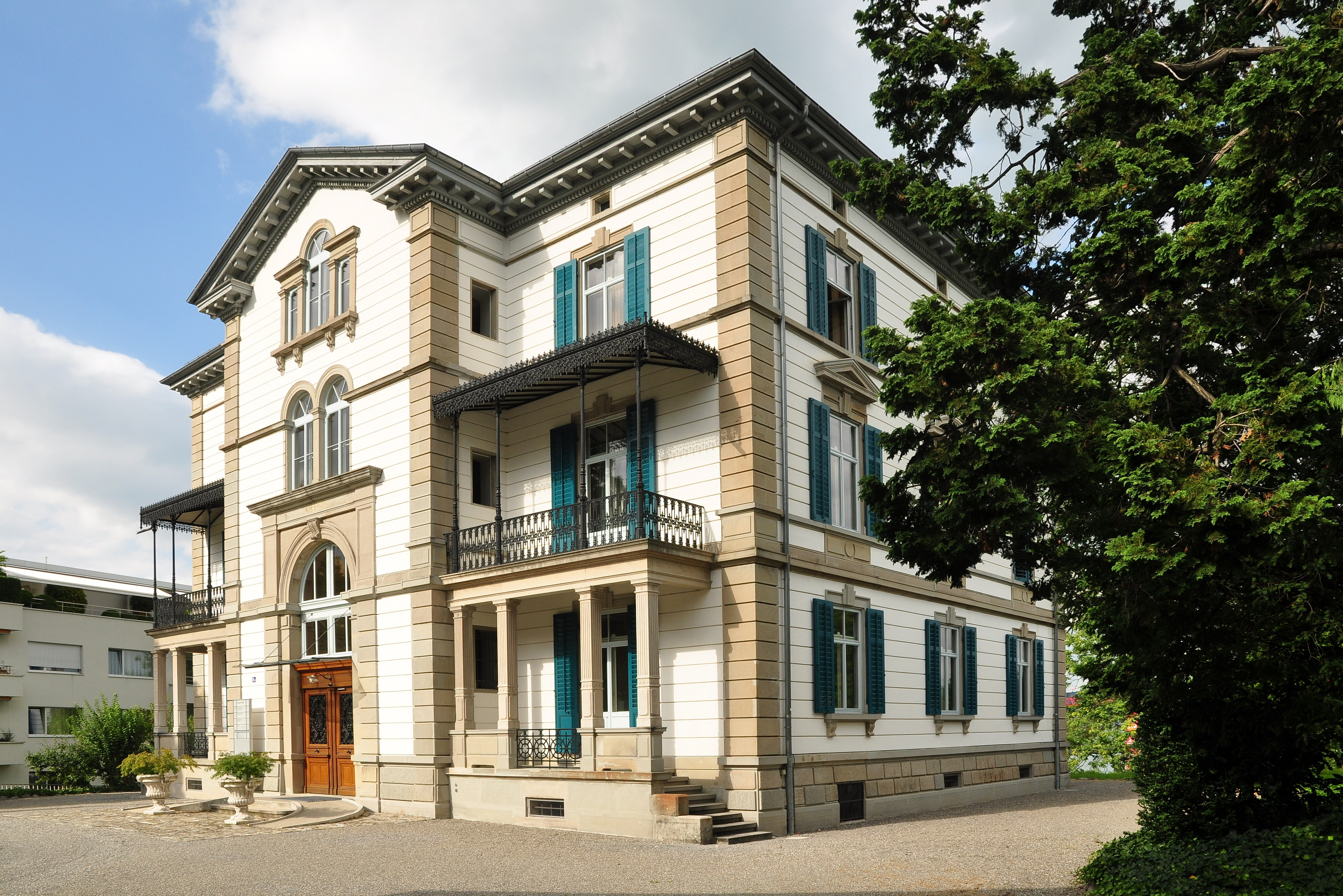
Jenny Schloss

## Wirtschaft, Verkehr

### Frühe Entwicklung

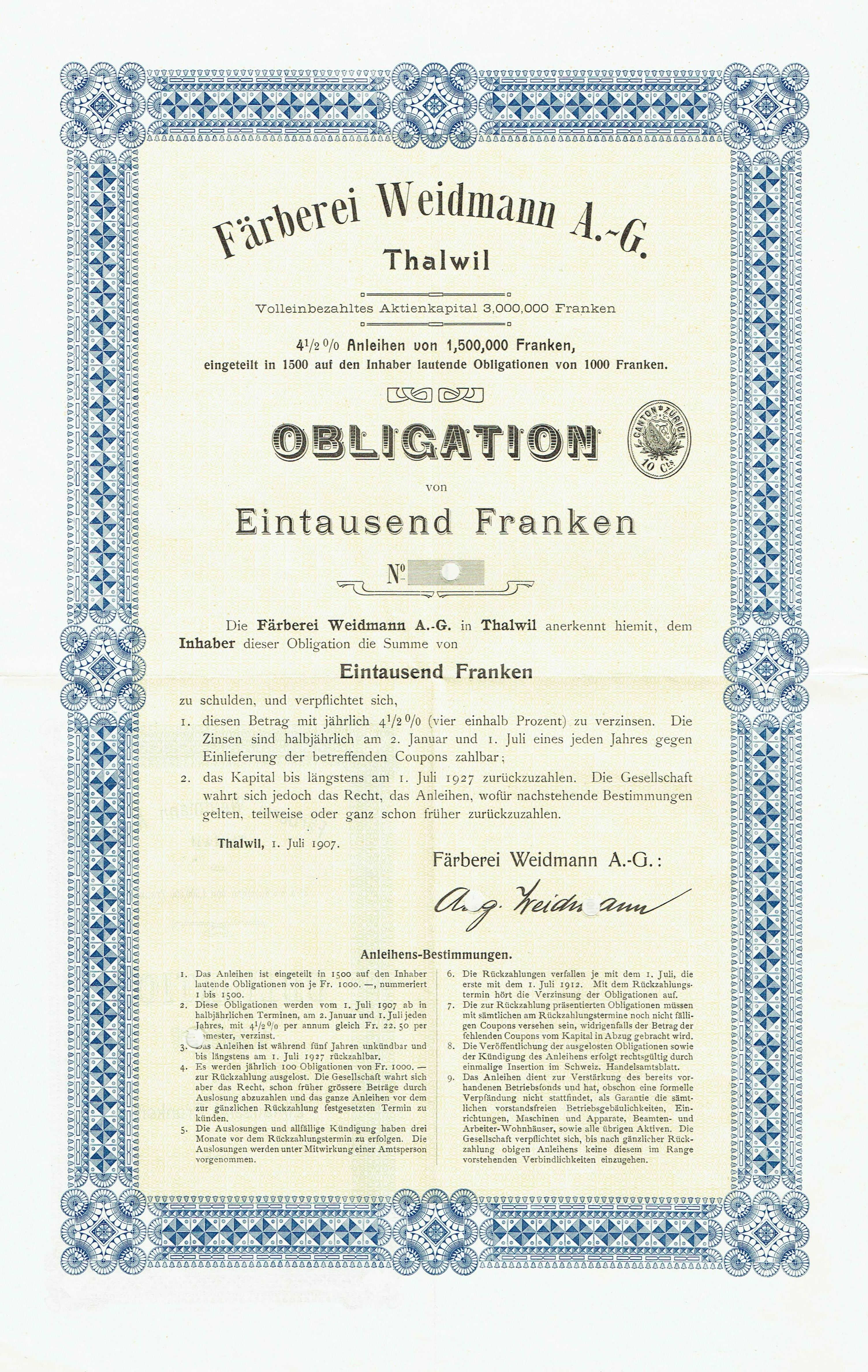
Obligation über 1000 Franken der Färberei Weidmann AG vom 1. Juli 1907

Das Dorf war früher nur auf dem Seeweg und durch die Landstrasse mit der Stadt Zürich und den übrigen Gemeinden verbunden. Die erste grosse bauliche Entwicklung erfolgte in den Jahren 1838 bis 1840 durch den Bau der Seestrasse. Diese neue, nicht ohne Widerstand erbaute Verkehrsverbindung brachte den Neubau von stattlichen Herrenhäusern sowie den Aufschwung der Industrie. So entstanden im Laufe der Zeit neben verschiedenen kleineren Betrieben die späteren grossen Textilunternehmungen, wie die Färberei Weidmann, die Seidenfirma Robert Schwarzenbach & Co. AG; ferner die Seidenfirma Gebr. Schmid, später Heer & Co. sowie die Baumwollspinnerei Schmid AG in Gattikon. Diese Unternehmungen veränderten, zusammen mit dem 1875 erfolgten Bau der linksufrigen Seebahn, das Dorfbild stark. Neue Wohnsiedlungen entstanden für die Arbeiterschaft, und es setzte eine Bauspekulation ein, wie man sie erst wieder nach dem Zweiten Weltkrieg erlebte. Thalwil führte 1921 eine öffentliche Kinderbetreuung ein, welche heute durch die Stiftung Kita Thalwil weitergeführt wird.

### Wirtschaft heute
Heute, nach den marktwirtschaftlichen Veränderungen, sind diese grossen, ehemals weltbekannten Textilbetriebe weitgehend verschwunden. Sie haben Wohnüberbauungen Platz machen müssen, während sich vermehrt kleinere und mittlere Betriebe in der 1971 neu geschaffenen Industriezone im Oberdorf beziehungsweise Quartierteil «Böni» ansiedelten, wo sich ein Gewerbezentrum entwickelte. Die Verlagerung erfolgte nicht zuletzt dank der guten Verkehrsverbindungen durch die Bahn und die auf der Zimmerbergkette entstandene Autobahn A3.
In der heutigen Industrie- und Gewerbezone «Böni» haben sich als grösste Arbeitgeber in der Gemeinde die Firma Unisys Schweiz AG (Computerbranche) und u-blox (Halbleiterbausteine für Elektroniksysteme) angesiedelt. Thalwil ist Unternehmenssitz der Handelsunternehmen u-blox, Papyrus Schweiz, Keytrade und der Hunziker AG, eine Schreinerei für Schuleinrichtungen. Im Zentrum weist die Gotthardstrasse zahlreiche Geschäfte des täglichen Gebrauchs, Cafés, Metzger, Bäckereien und mehr auf.

### Stadtentwicklung
Der Ausbau des Öffentlichen Verkehrs trug zur Ansiedlung von weiteren Unternehmungen bei. So wurden anstelle der Fabriken für die Bevölkerung neue Arbeitsplätze geschaffen, und die Bautätigkeit nahm in den letzten Jahrzehnten stark zu. Landwirtschaftsbetriebe verschwanden mehr und mehr, und heute ist Thalwil vornehmlich eine Wohngemeinde. Täglich fahren gegen 7000 Wegpendler zu ihren Arbeitsplätzen in die Stadt. Die erste Tempo-30-Zone in Thalwil wurde im August 2018 eingeführt.

### Öffentlicher Verkehr

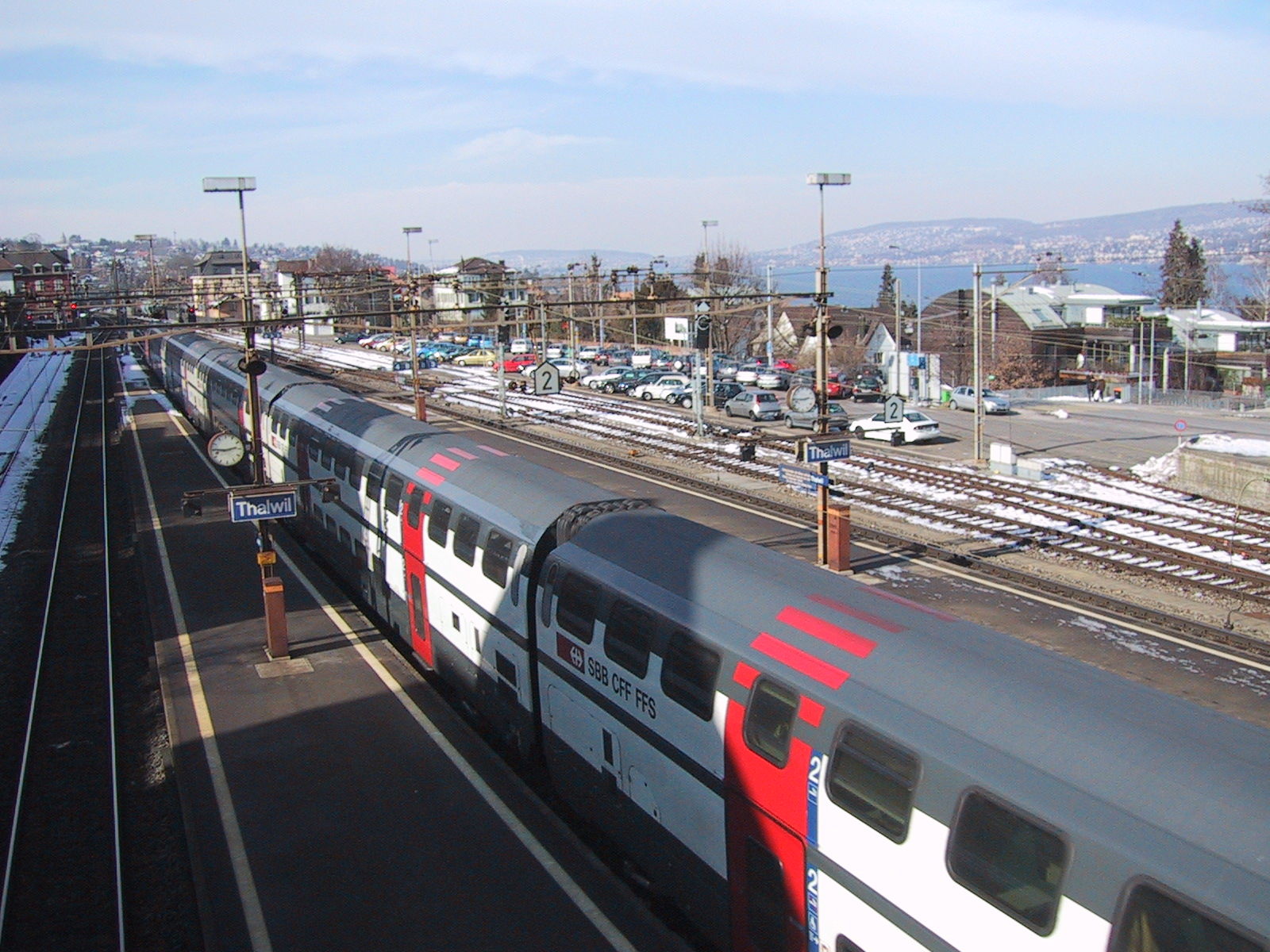
Bahnhof Thalwil mit Blick Richtung Zürich

Thalwil hat einen Bahnhof mit sechs Gleisen, der auch von Schnellzügen bedient wird. Im Bahnhof zweigt von der Linksufrige Zürichseebahn (Zürich – Ziegelbrücke) die Bahnstrecke nach Zug ab. Im April 2003 wurde mit dem Zimmerberg-Basistunnel (ZBT 1) ein 9,4 km langer Eisenbahntunnel zwischen Zürich und Thalwil eröffnet.
- S 2 Zürich Flughafen – Zürich HB – Pfäffikon SZ – Ziegelbrücke
- S 8 Winterthur – Wallisellen – Zürich HB – Thalwil – Pfäffikon SZ

- S 24 Thayngen – Schaffhausen/Weinfelden – Winterthur – Zürich Flughafen – Zürich HB – Thalwil – Horgen Oberdorf – Zug

- 35 Bern – Burgdorf – Olten – Zürich HB – Chur  FS  (Aare Linth)

- 75 Luzern – Zürich HB – Konstanz  BZ RZ

Beim Bahnhof beginnt die Postautolinie nach Hausen am Albis via Gattikon – Langnau am Albis – Oberalbis (Passhöhe). Zusätzlich stellte das in Affoltern am Albis stationierte, heute nicht mehr bestehende Postauto-Regionalzentrum eine Buslinie vom Bahnhof zum Alterszentrum Serata.
Der im Jahr 1989 lancierte Ortsbusbetrieb TROL (Thalwil Rundkurs, Oberrieden, Langnau) wird von der Firma Hunziker aus Rüschlikon betrieben. Per 11. November 2000 wurden die Transportbeauftragten der Ortsbusse der Gemeinden Adliswil, Horgen, Kilchberg, Langnau, Oberrieden, Thalwil und Wädenswil in der AHW Busbetriebe AG zu einem regionalen Verkehrsbetrieb zusammengeschlossen, der unter dem Namen «Zimmerberg-Bus» tätig ist. In Thalwil, Zentrum / Thalwil, Bahnhof halten die Linien: 140, 142, 145, 156, 240.

## Infrastruktur
Kanalisation
Das Abwasser des Ortsteils Thalwil wird in der Abwasserreinigungsanlage (ARA) Thalwil bzw. nach dem Neubau in der ARA Zimmerberg geklärt, jenes aus dem Ortsteil Gattikon in der ARA Sihltal in Adliswil.
Bis 2026 erfolgt in Thalwil der Bau des Entlastungsstollen Sihl-Zürichsee, welcher auf dem ehemaligen Gelände der Seebade Bürger I zu liegen kommt. Nach Abschluss der Bauarbeiten wird hier ein neues öffentliches Seeufer entstehen, der bisher bestehende Bootshafen "Bootshabe Bürger" für rund 54 Motorboote wird abgebaut werden (gegenüber der Coop-Tankstelle Seestrasse) und bis Sommer 2025 bestehen bleiben. Das Seeufer wird hier neu auch im Winter zugänglich sein.

## Ortsteil Gattikon
Gattikon erstreckt sich von der Höhe des Zimmerberges bis hinunter zur Sihl. Früher war das Dorf nur ein kleiner Weiler und bestand zur Hauptsache aus einer Mühle, dem heutigen Hof und der Sihlhalden.
Der industrielle Aufschwung für Gattikon begann in der ersten Hälfte des 19. Jahrhunderts. Der damalige Mühlenbesitzer, Hans Jakob Schmid-Höhn, gründete an der Sihl eine Spinnerei. Sein jüngerer Sohn, Hans Heinrich Schmid-Kölliker, übernahm 1842 die Fabrik und baute sie 1859/60 zu einer mechanischen Baumwollweberei aus. Für seine Fabrik nutzte Heinrich Schmid die Wasserkraft von der Sihl und des Gattiker Weihers und vergrösserte durch eine Erweiterung der Wasserkraft sogar den Waldweiher. 1870 liess er das erste, 1907/8 das zweite Schulhaus in Gattikon bauen. Auch setzte er sich für ein besseres Verkehrssystem ein. Im Jahr 1873 zog sich Heinrich Schmid aus seinem Unternehmen zurück und überliess es seinen Söhnen Alfred und Ferdinand. 1892 wurde die alte Spinnerei und 1908 die Baumwollweberei liquidiert. 1918 kauften die Gebrüder Alfred und Karl Bretscher die Mühle. Doch die hohen Wiederherstellungskosten nach einem Brand 1928 trieben die Firma in den Konkurs. 1933 wurde die Genossenschaft «Neuhaus» Besitzerin des Grundstückes. 1939 übernahm die Firma Paul Sulger die «Mühle» und richtete eine galvano-technische Werkstätte ein. Der Betrieb wurde später von seinem Schwiegersohn Pius Stampfli-Sulger geleitet und ist seit 1971 eine Aktiengesellschaft.
Die grösste bauliche Entwicklung erlebte Gattikon in den letzten Jahrzehnten. 1979 wurde das Dorfzentrum «Obstgarten» (ehemaliger Landbesitz des Bauernhofes «zum Obstgarten») erstellt. Dahinter entstanden in der «Schweikrüti» eine grosse Schulhausanlage mit Mehrzweckhalle. Auch der Landbesitz «Hof» wurde überbaut. Vom kleinen Gattikoner Weiler sind noch die Erholungsgebiete Sihlhalden und die beiden Weiher geblieben.
Dank der verbesserten Verkehrserschliessung (u. a. Sihltalbahn) entwickelte sich auch der ehemals verträumte Hof Gattikon, der westlich des Zimmerberges an der Sonnenseite von Thalwil liegende Dorfteil bis zur Sihl, von einigen Dutzend Einwohnern zu einer Bevölkerung von über 2500 Personen.

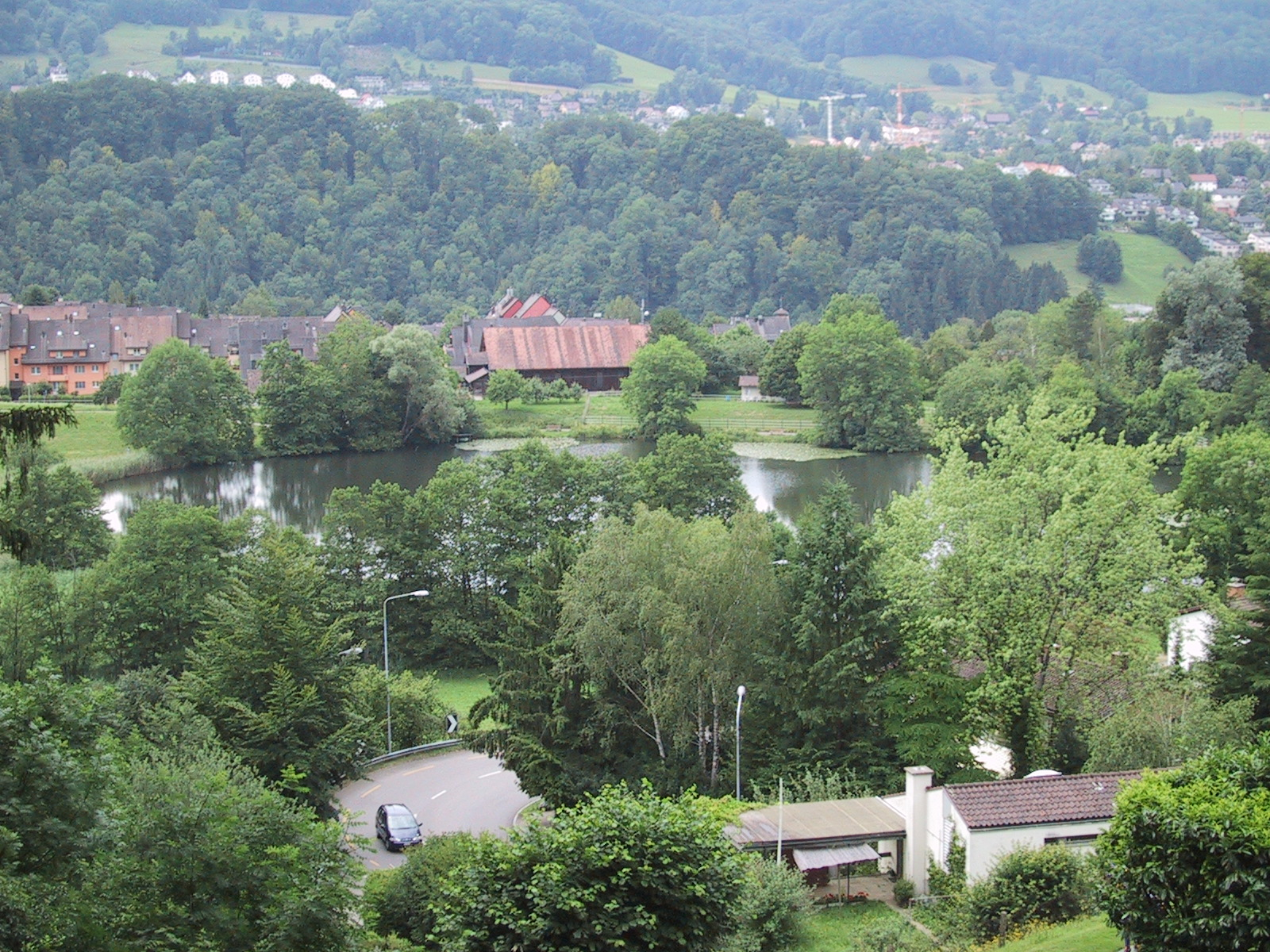
Gattikerweiher
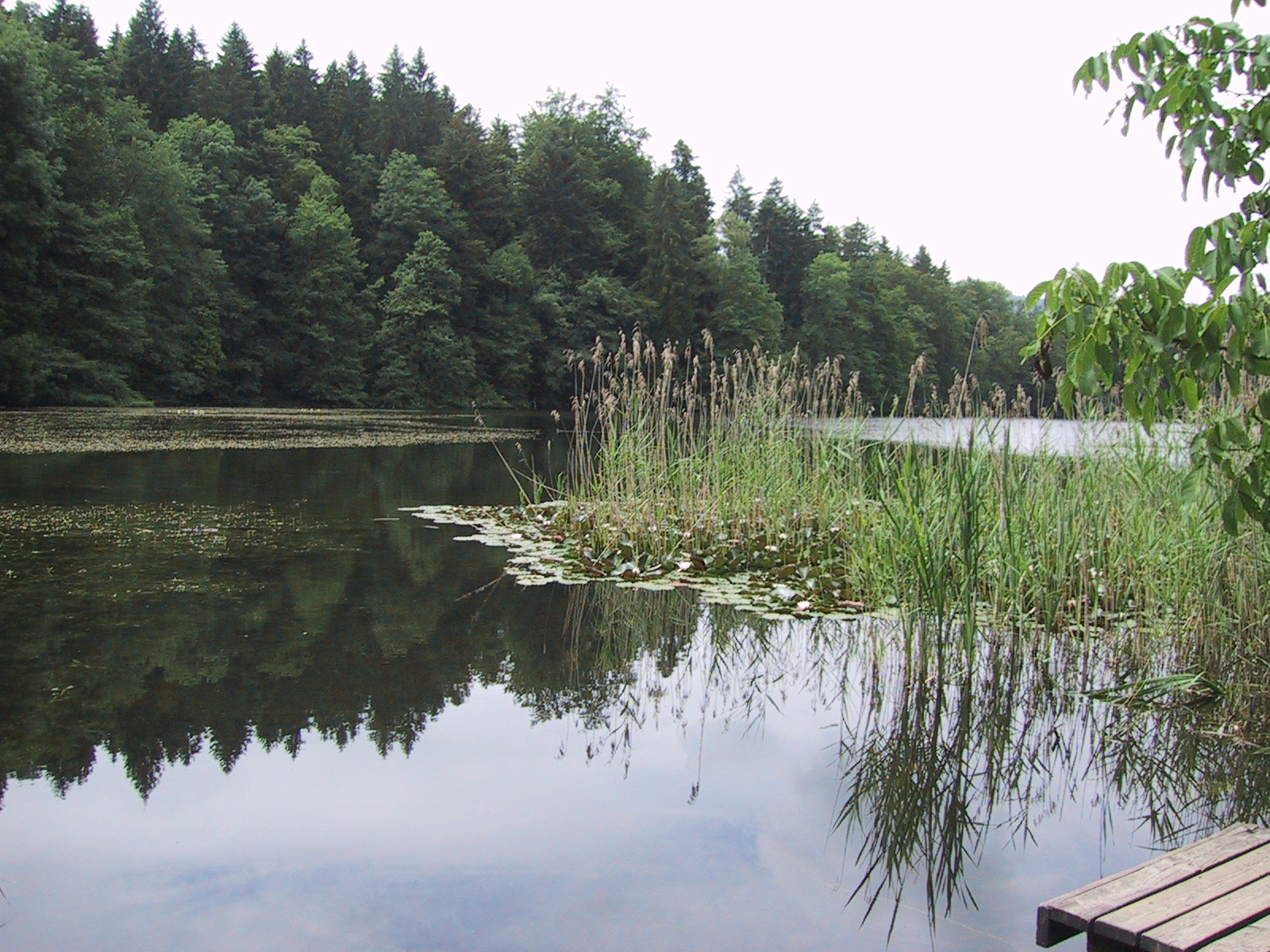
Waldweiher Thalwil

## Persönlichkeiten
- Hans Jakob Ammann (1586–1658), Wundarzt, Ägyptenreisender und Reiseschriftsteller. Geboren in Thalwil.
- Johannes Schwarzenbach (1804–1861), Textilindustrieller und Politiker. Geboren und gestorben in Thalwil.
- Heinrich Schmid (1806–1883), Industrieller und Politiker. Geboren in Thalwil.
- Heinrich Berchtold (1844–1907), Unternehmer und Politiker
- Karl Koller (1863–1920), reformierter Geistlicher, Unternehmer und freisinniger Politiker sowie Ehrenbürger von Thalwil
- Hans Johner (1889–1975), Schachspieler. Gestorben in Thalwil.
- Ernst Vaterlaus (1891–1976), Politiker. Geboren in Thalwil.
- Ferdinand Sigg (1902–1965), methodistischer Bischof. Geboren in Thalwil.
- Konrad Farner (1903–1974), Kunsthistoriker, Essayist und sozialistischer Intellektueller. Lebte ab 1950 in Thalwil.
- Heinrich Müller (1903–1978), Maler, Glasmaler, Grafiker und Kunstpädagoge. Geboren in Thalwil.
- Otto Müller (1905–1993), Bildhauer. Geboren in Thalwil.
- Alfred Vock (1913–1998), Radrennfahrer. Geboren und verstorben in Thalwil
- Gert Westphal (1920–2002), Rezitator, Schauspieler und Regisseur. Lebte seit den 1960er Jahren in Thalwil.
- Alexander Xaver Gwerder (1923–1952), Schriftsteller. Geboren in Thalwil.
- Warren Thew (1927–1984), Pianist, Komponist, Dichter und Zeichner. Gestorben in Thalwil.
- Gisela Zoch-Westphal (1930–2023), Schauspielerin und Rezitatorin. Lebte mit ihrem Gatten Gert Westphal in Thalwil.
- Kurt Schnurrenberger (* 1932), Radrennfahrer
- Dieter Bäumle (1935–1981), Komponist. Geboren in Thalwil.
- Ursula Schaeppi (* 1940), Schauspielerin und Komikerin. Lebt seit 2003 in Thalwil.
- Heinz Bühler (1941–2020), Jazzmusiker. Geboren in Thalwil.
- Marianne Burkhalter (* 1947), Architektin. Geboren in Thalwil.
- Urs Schwarzenbach (* 1948), Financier, Kunstsammler und Hotelbesitzer. Geboren in Thalwil.
- Regula Steiner-Tomić (* 1948), Schauspielerin. Geboren in Thalwil.
- Manu Wüst (1953–2010), Journalistin und ehemalige Chefin von DRS 3. Geboren, wohnhaft und begraben in Thalwil.
- Thomas Borer (* 1957), Unternehmensberater, Lobbyist und ehemaliger Diplomat. Lebt in Thalwil.
- Reto Salimbeni (* 1958), Regisseur und Drehbuchautor. Geboren in Thalwil.
- Anke von Kügelgen (* 1960), Islamwissenschaftlerin. Geboren in Thalwil.
- Martin Bäumle (* 1964), Politiker (glp). Geboren in Thalwil.
- Michel Müller (* 1964), Kirchenratspräsident der Reformierten Kirche Kanton Zürich, war Pfarrer in Thalwil.
- Maya Boog (* 1967), Opernsängerin. Geboren in Thalwil.
- Andreas Münzner (* 1967), Schriftsteller und Übersetzer. Aufgewachsen in Thalwil.
- Monica Ursina Jäger (* 1974), Künstlerin
- Semi Eschmamp (* 1976), Schriftsteller, Zeichner und Schauspieler. Geboren in Thalwil.
- Manuela Müller (* 1980), Freestyle-Skierin. Geboren in Thalwil.
- Yassin Mikari (* 1983), Fussballspieler. Geboren in Thalwil.
- Adrian Winter (* 1986), Fussballspieler. Geboren und aufgewachsen in Thalwil.
- Carlo Schmid (* 1990), Pilot. Geboren in Thalwil.
- Christian Fassnacht (* 1993), Fussballspieler. Geboren und aufgewachsen in Thalwil.
- Janine Mächler (* 2004), Skirennfahrerin, lebt in Thalwil